# Simaba orinocensis
Simaba orinocensis är en bittervedsväxtart som beskrevs av Carl Sigismund Kunth. Simaba orinocensis ingår i släktet Simaba och familjen bittervedsväxter. Inga underarter finns listade i Catalogue of Life.